# Canariomys
Canariomys — викопний рід гризунів підродини мишачих. Ареал розповсюдження: Тенерифе та Гран-Канарія (Канарські острови, Іспанія). Відомий з плейстоцену по голоцен. Ці гігантські щури могли досягати ваги близько 1 кг. Харчувалися рослинною їжею, ймовірно, корінням, папоротями та ягодами, але не травою.
Зазвичай вважається, що Canariomys bravoi жила в гірських лісах лаурісильва, та мала здібності до переміщення по скелях, тоді як Canariomys tamarani жила у відкритіших місцях і частіше рила нори.
На кінець 2010-х відомо два види:
- †Canariomys bravoi[en]
- †Canariomys tamarani[en]

Обидва види вимерли на початку 1-го тисячоліття, невдовзі після першого заселення островів гуанчами.